# フォーミュラ・グランプリ
フォーミュラ・グランプリとは1922年から1949年まで開催されていた自動車レース。事実上のフォーミュラ1とフォーミュラ2の前身とされる。

## 概要
第一世界大戦後に競技規則を統一した自動車レースに開催の機運が高まり、開催に至った。数回にわたり、競技規則が改定され、1950年からフォーミュラ1とフォーミュラ2に引き継がれた。

## 競技規則の変遷
1921年に最小重量800㎏で排気量3リットルでその後、最小重量が650㎏で排気量が2リットルに改定された。1929年に最小重量が900㎏になった。1934年に最小重量が750㎏になり、1938年には自然吸気は4.5リットル、過給機搭載では3リットルに改定された。

## ギャラリー

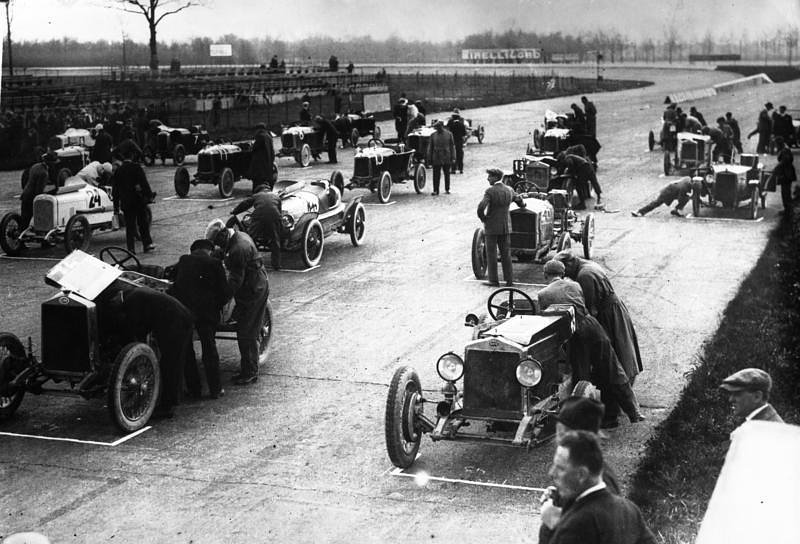
1925年度の様子
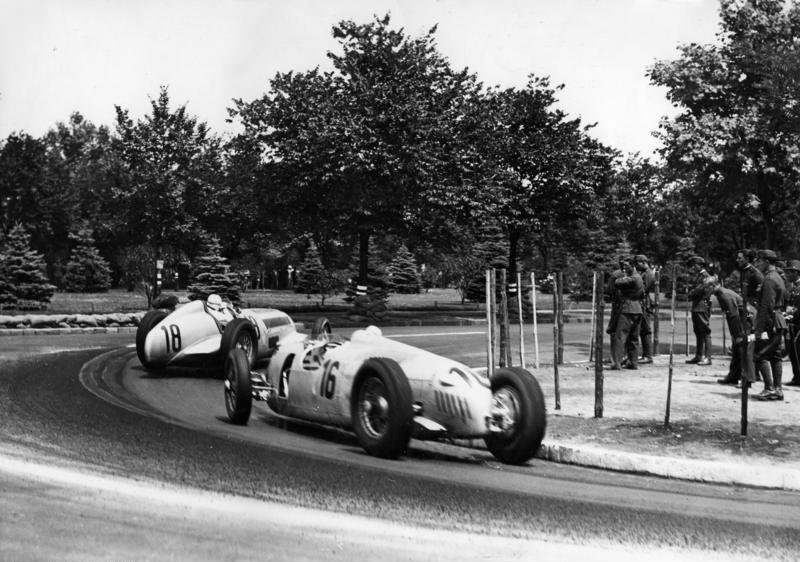
1936年のグランプリ・シーズン
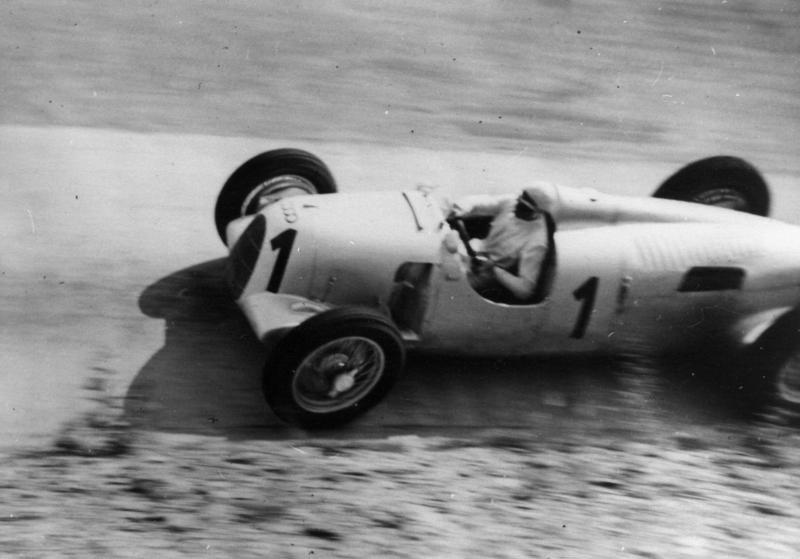
アウトウニオン・タイプCで疾走する1935年のベルント・ローゼマイヤー